# Museo d'auto e moto d'epoca "Umberto Panini"
Il Museo d’auto e moto d’epoca “Umberto Panini” è un museo situato nella campagna Modenese all'interno di una fattoria. L'edificio è stato costruito grazie alla passione di Umberto Panini nella prima metà degli anni '90. L'architettura interna dell'edificio, ricorda la tipologia di una stazione ferroviaria dell'inizio del 900 grazie alla struttura portante formata di basamenti in ghisa a sostegno dell'area soppalcata sovrastante.
L'esposizione è composta da 40 auto, 90 moto, telai, motori e 20 trattori agricoli. La collezione è principalmente divisa in due parti una automobilistica e una motociclistica.
La parte dedicata alle automobili espone in gran parte modelli prodotti dalla casa automobilistica Maserati durante 60 anni di attività produttiva. Nell'esposizione sono presenti vetture da competizione stradali inclusi modelli rari o unici come:
- la 420/M/58/Eldorado; prima monoposto sponsorizzata a gareggiare in una competizione in Europa
- la A6GCS/53 "Berlinetta"; creazione stilistica a firma Pininfarina
- la Maserati Simun; prototipo mai entrato in produzione
- la Cadillac 355A Limousine; originariamente in dotazione allo Stato del Vaticano

È anche presente un allesimento permanente di pannelli espositivi che permette di ripercorrere la storia della Maserati dagli esordi, nel 1914, fino ad oggi.
La parte dedicata alle motociclette ripercorre la storia della meccanica e stilistica attraverso modelli celebri italiani ed internazionali tra i quali Ducati Scrambler 350, Norton Commando 750 o BMW R12 oltre ad alcune Harley Davidson, Moto Guzzi e altre.